# Bonstetten (Zwitserland)
Bonstetten is een gemeente en plaats in het Zwitserse kanton Zürich, en maakt deel uit van het district Affoltern.
Bonstetten telt 4791 inwoners (2007).

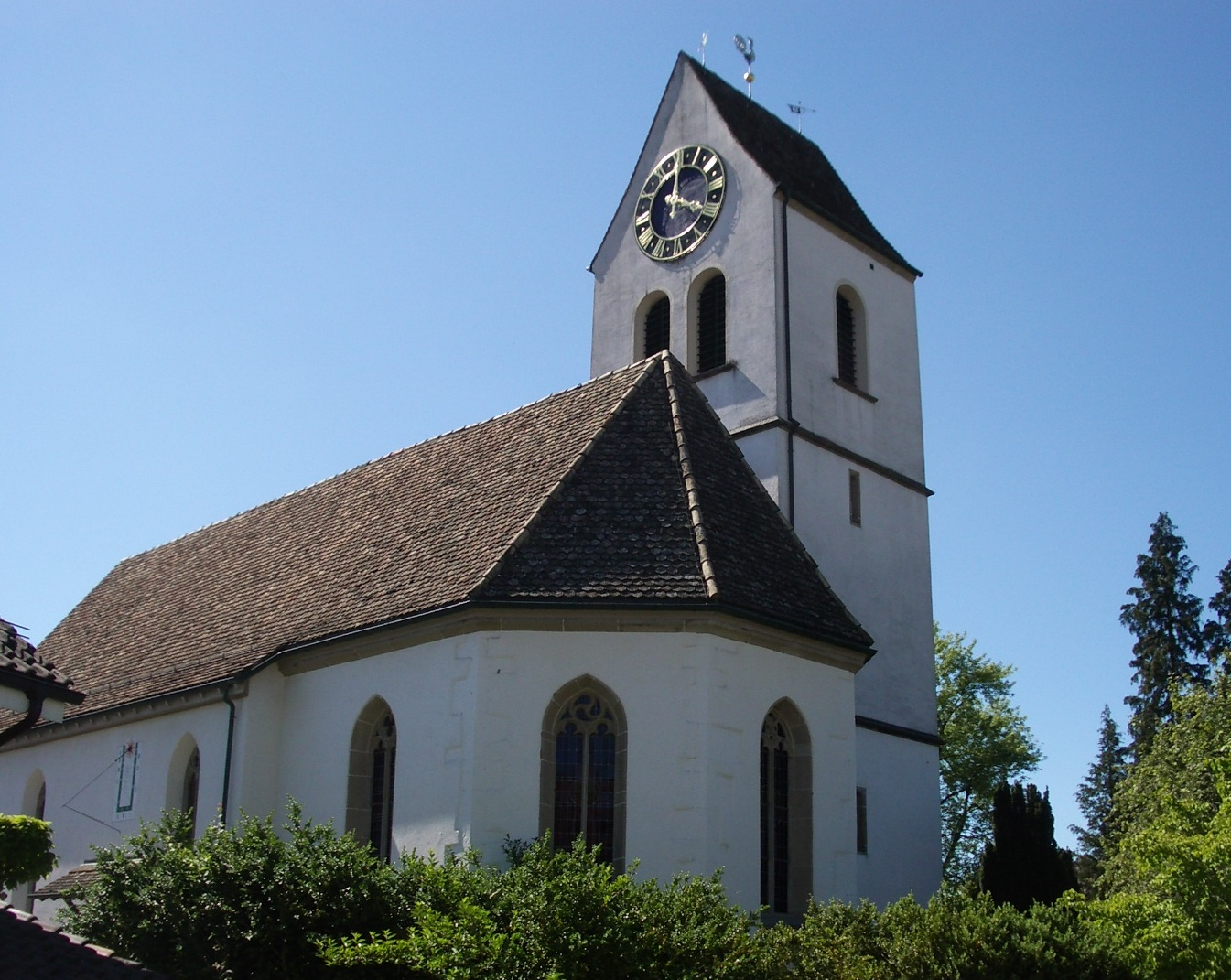
Gereformeerde Mauritiuskerk